# Il ritratto della signora Yuki
Il ritratto della signora Yuki (雪夫人絵図 Yuki fujin ezu) è un film del 1950 diretto da Kenji Mizoguchi.

## Trama
Hamako entra a servizio presso la lussuosa villa di Atami della figlia del governatore della provincia, la signora Yuki, che Hamako, sin da piccola, aveva idealizzato come gran dama dalla vita felice. Ma è disillusa quando, al suo arrivo il giovane e simpatico, nonché pettegolo e ficcanaso servo Seitaro, le racconta che la vita della padrona non è poi tanto felice,  dato che il marito di lei, Naoyuki, ha un amante, Ayako, con la quale vive a Kyoto, e che Yuki stessa, si vocifera, avrebbe come amante l’insegnante di musica Masaya.
All’arrivo di Hamako, Yuki non si trova nella villa: è a Tokyo, per il servizio mortuario del padre appena defunto. Il giorno dopo Hamako viene inviata nella capitale dalla governante, insieme a Masaya (che alloggia in un albergo nelle vicinanze quando non è via per lavoro), per consegnare a Yuki alcuni paramenti funebri. Al loro arrivo a Tokyo appare evidente il carattere prevaricatore del volgare Naoyuki, che non rispetta la condizione di lutto della moglie.
Tornati ad Atami, Yuki confessa a Masaya, che, se non effettivamente suo amante, è quanto meno il suo confidente, di detestare, in cuor suo, il marito, ma di non saper resistere, data quella che lei chiama la sua intrinseca debolezza, all’attrattiva sessuale esercitata su di lei da Naoyuki. Masaya le consiglia di “chiedere” il divorzio – in un sistema legislativo in cui questo diritto era ancora sottoposto all’assenso da parte del marito - ; e le suggerisce, poiché, l’eredità del padre si dimostra assai meno consistente del previsto, di trasformare la villa in un albergo, cosa che avviene.
Yuki ed il marito hanno diverse occasioni di incrociarsi, nel corso delle quali finiscono col fare sesso. In uno di questi incontri l’origliante Seitaro cerca di uccidere Naoyuki; mentre in precedenza Yuki, in preda all’agitazione crescente per via del suo dissidio interiore, aveva addirittura tentato il suicidio.
Il dottore di famiglia rivela – abbastanza sorprendentemente a Naoyuki, non alla moglie – che Yuki è incinta. Naoyuki, evidentemente il padre del nascituro, sospetta di Masaya e Seitaro, e comincia a cambiare il proprio atteggiamento nei confronti della moglie (che, da parte sua, invece, non si libera del proprio sentimento ambivalente).
Inoltre, in seguito a qualche sottigliezza legale, la proprietà della villa di Atami, lascito del padre alla figlia Yuki, era caduta nelle mani di Naoyuki, che l’aveva trasferita all’amante Ayako, ora direttrice dell’albergo (nonostante la contrarietà dei dipendenti, fedeli a Yuki). E Ayako, lasciato Naoyuki, ha ora un nuovo amante, che evidentemente approfitterà della situazione.
Testimoni riferiscono che Yuki, in un mattino nebbioso, si è uccisa, gettandosi a mare. Hamako, testimone di tutte queste vicissitudini, raccoglie dalla riva indumenti ed ornamenti della padrona, e li getta rabbiosamente nell’acqua, senza lesinare un giudizio negativo sulla debolezza della signora Yuki, un tempo tanto idolatrata.